# Gmina Kihelkonna
Gmina Kihelkonna (est. Kihelkonna vald) – gmina wiejska w Estonii, w prowincji Sarema.
W skład gminy wchodzi:
- 1 okręg miejski: Kihelkonna

- 41 wsi: Abaja, Abula, Kallaste, Kalmu, Karujärve, Kehila, Kiirassaare, Kotsma, Kuralase, Kuremetsa, Kurevere, Kuumi, Kuusiku, Kõruse, Kõõru, Liiva, Loona, Lätiniidi, Läägi, Metsaküla, Mäebe, Neeme, Odalätsi, Oju, Pajumõisa, Pidula, Rannaküla, Rootsiküla, Sepise, Tagamõisa, Tammese, Tohku, Undva, Vaigu, Varkja, Vedruka, Veere, Viki, Vilsandi, Virita, Üru.